# Cook Bay
Die Cook Bay ist eine unregelmäßig geformte Bucht an der Nordküste von Südgeorgien. Ihre Einfahrt wird vom Kap Crewe und vom Black Head markiert. Nach Westen spaltet sie sich auf in die Lighthouse Bay und den Prince Olav Harbour.
Kartiert wurde sie von Wissenschaftlern der britischen Discovery Investigations zwischen 1926 und 1930. Benannt ist sie nach dem britischen Seefahrer und Entdecker James Cook (1728–1779), der 1775 in der Bucht anlandete.